# رحلة فيليسيا
رحلة فيليسيا (بالإنجليزية:  Felicia's Journey)‏ هي رواية كتبها ويليام تريفور وقد نشرت أول مرة عام 1994. جرى تحويل الرواية إلى فيلم عام 1999 يحمل العنوان نفسه. فازت الرواية بجائزة وايتبيرد عام 1994.

## ملخص الحبكة
تدور أحداث القصة حول فتاةٍ تبلغ من العمرثمانية عشرعامًا اسمها فيليسيا، وهي فتاة فقيرة من مقاطعة إيرلندية. حملت من جوني لايزا وبعدها يتركها و يرحل، و لايزا هو شاب يعمل في ميدلانز الإنجليزية وسط إنجلترا. يعتقد والد فيليسيا أن جوني هرب للإنضمام إلى الجيش البريطاني بينما تسافر فيليسيا إلى ميلاندز بحثاًا عن والد طفلها الذي لم يولد بعد. تلتقي فيليسا بعد ذلك بالسيد هيلدتس ذو السلوك اللطيف ويعمل مدير تموين في مصنع وغيرالمعروف بالنسبة لها هو أن السيد هيلدتس هو قاتل متسلسل يبحث عن الفتيات المتسكعات.